# Serra dels Plans (la Baronia de Rialb)
|  | Aquest article tracta sobre la Serra dels Plans de la Baronia de Rialb. Vegeu-ne altres significats a «Serra dels Plans». |

La Serra dels Plans és una serra situada al municipi de la Baronia de Rialb a la comarca de la Noguera, amb una elevació màxima de 637 metres.